# Корамыслов, Александр Анатольевич
Алекса́ндр Анато́льевич Корамы́слов (16 июля 1969, Воткинск, Удмуртская АССР, РСФСР СССР — 10 декабря 2022, Воткинск, Удмуртская Республика, Россия) — российский поэт, журналист, блогер. Член Союза журналистов России (2021), Союза писателей Удмуртии (2017).

## Биография
Родился 16 июля 1969 года в Воткинске. 
Участвовал в Первом Всесоюзном и Втором Международном Фестивалях молодой поэзии в Москве (1991 и 1994), организованных Союзом молодых литераторов «Вавилон».
Публиковался в журналах «Арион», «Воздух», «Дети Ра», «Волга», «Футурум АРТ», «Соло», «Мир музея», «Луч» (Ижевск), «День и ночь» (Красноярск), «Вещь» (Пермь), «Урал» (Екатеринбург), «Крещатик» (Германия) и др; в газетах «Гуманитарный Фонд», «Русский курьер», «НГ-Exlibris», «Культура», «Известия Удмуртской Республики» и др.; в альманахах и антологиях. 
Член жюри литературного конкурса «Музыка Чайковского в слове» в рамках Международного Фестиваля детского творчества «Чайковский сегодня» (Ижевск—Воткинск, 2006). Член жюри всероссийского фестиваля новой поэзии «Камский анлим» (Пермь, 2009). Номинатор на литературные премии "ЛитератуРРентген" (Екатеринбург, 2008—2011), "Премию П" (Кыштым, 2009). Региональный представитель в Удмуртии литературного интернет-журнала «Новая реальность», член Всероссийского Товарищества поэтов "Сибирский тракт" (2008). 
Автор книг «Песни мудехара» (2014), «Джаз» , «Имя глагольное» (2015), «Танкетки на двоих» (2018), «Ради / двух-трёх лайков» (2018).  
В 2000—2010 гг. работал в городском Музее истории и культуры. 
С 2019 года осуществляет личный издательский проект электронных поэтических книг. Создал свой персональный сайт.
Скончался 10 декабря 2022 года. О смерти деятеля культуры сообщил Союз журналистов республики.